# Бандурко Віталій Вікторович
Віта́лій Ві́кторович Банду́рко (* 7 серпня 1986) — солдат Збройних сил України.

## Життєпис
Походить з селянської родини, ріс із сестрою Тетяною. Навчався в Куйбишевському професійному аграрному ліцеї, здобув кваліфікації тракториста й водія автомобіля. Служив у лавах ЗС України, згодом працював в Маріуполі, Куйбишевому.
Мобілізований у липні 2014-го, 55-а артилерійська бригада. Наприкінці серпня підрозділ терміново передислокували під Старобешеве. Поранений в часі боїв, у вересні 2014-го лікувався, Запорізька обласна клінічна лікарня. Згодом захищав Донецький аеропорт.

## Нагороди
За особисту мужність і героїзм, виявлені у захисті державного суверенітету та територіальної цілісності України, вірність військовій присязі під час російсько-української війни нагороджений
- орденом «За мужність» III ступеня (22.1.2015).